# Sainte-Croix, Dordogne
Sainte-Croix är en kommun i departementet Dordogne i regionen Nouvelle-Aquitaine i sydvästra Frankrike. Kommunen ligger i kantonen Beaumont-du-Périgord som tillhör arrondissementet Bergerac. År 2022 hade Sainte-Croix 85 invånare.

## Befolkningsutveckling
Antalet invånare i kommunen Sainte-Croix
Referens:INSEE